# Challenger de Guadalajara 2011
El torneo Jalisco Open 2011 fue un torneo profesional de tenis. Perteneció al ATP Challenger Series 2011. Se disputó su 1ª edición sobre superficie dura, en Guadalajara, México entre el 20 y el 26 de junio de 2013.

## Jugadores participantes del cuadro de individuales

### Cabezas de serie
| País                      | Jugador          | Rank1 | Favorito |
| ------------------------- | ---------------- | ----- | -------- |
| Bandera de Brasil         | João Souza       | 129   | 1        |
| Bandera de Chile          | Paul Capdeville  | 137   | 2        |
| Bandera de Estados Unidos | Bobby Reynolds   | 140   | 3        |
| Bandera de Colombia       | Carlos Salamanca | 191   | 4        |
| Bandera de Canadá         | Vasek Pospisil   | 212   | 5        |
| Bandera de Israel         | Amir Weintraub   | 216   | 6        |
| Bandera de Tailandia      | Danai Udomchoke  | 221   | 7        |
| Bandera de Eslovaquia     | Ivo Klec         | 240   | 8        |

- 1 Corresponde al ranking del día 13 de junio de 2011.

### Otros participantes
Los siguientes jugadores recibieron una invitación (wild card), por lo tanto ingresan directamente al cuadro principal:
- Miguel Gallardo-Vallés
- Luis Patiño
- Manuel Sánchez Montemayor
- Júlio César Vázquez

Los siguientes jugadores ingresan al cuadro principal tras disputar el cuadro clasificatorio:
- Luis Díaz-Barriga
- Juan Sebastián Gómez
- Ruben Gonzales
- Miguel Ángel Reyes-Varela

## Campeones

### Individual Masculino
Challenger de Guadalajara 2011 (individual masculino)
- Paul Capdeville derrotó en la final a  Pierre-Ludovic Duclos, 7–5, 6–1

### Dobles
Challenger de Guadalajara 2011 (dobles masculino)
- Vasek Pospisil /  Bobby Reynolds derrotaron en la final a  Pierre-Ludovic Duclos /  Ivo Klec, 6–4, 6–7(6), [10–6]